# Glukozynolany

Wzór ogólny glukozynolanów. Łańcuch R może mieć różną strukturę

Glukozynolany, GLS – grupa organicznych związków chemicznych należących do tioglikozydów, zbudowanych z reszty glukozy i siarkoorganicznego łańcucha bocznego zakończonego grupą siarczanową w postaci monoestru.
Glukozynolany występują naturalnie w roślinach, ich bogatym źródłem są rośliny z rodziny Brassicaceae, np. kapusta biała, brukselka, brokuły lub kalafiory. Są stosunkowo trwałe chemicznie, rozkładają się na drodze enzymatycznej pod wpływem mirozynazy po uszkodzeniu komórek, w których się znajdują. Mają działanie chemoprewencyjne i częste spożywanie produktów bogatych w glukozynolaty może zapobiegać rozwojowi raka piersi, prostaty, płuca i żołądka.
Podstawowymi produktami rozkładu glukozynolanów są izotiocyjaniany organiczne, np. izotiocyjanian allilu. Rozpad może też prowadzić m.in. do nitryli, tiocyjanianów lub epitionitryli; inne opisywane produkty ich degradacji to np. askorbigen, progoitryna, iberyna i 3,3′-diindolilometan.

Przykładowe glukozynolany
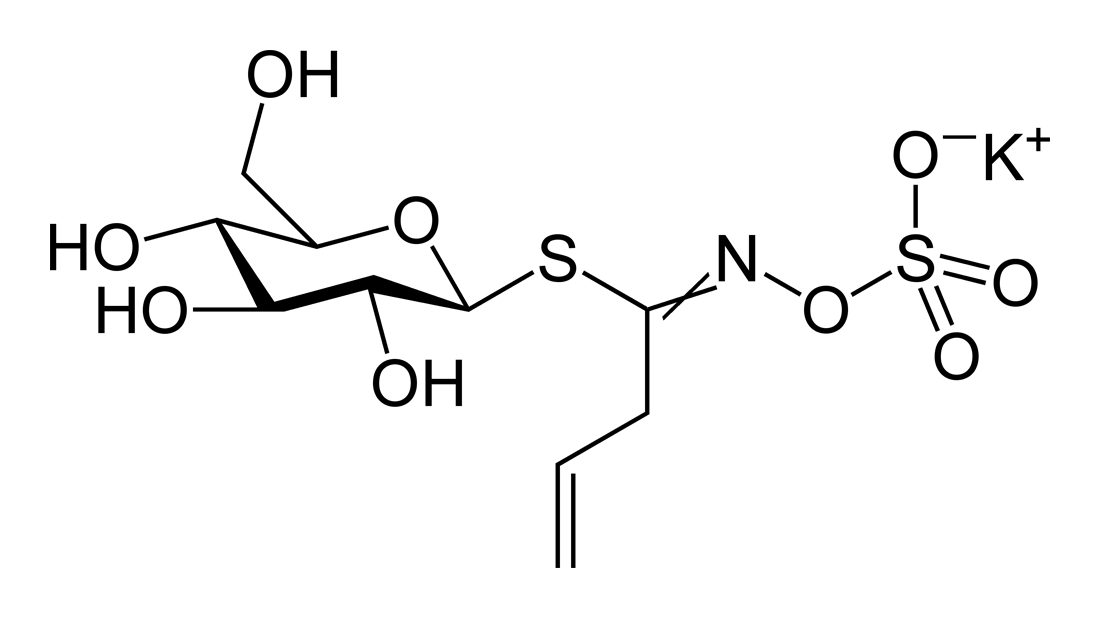
Synigryna
Glukonasturcyna
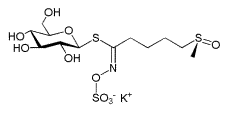
Glukorafanina